# Der Kroatien-Krimi: Der Teufel von Split
Der Teufel von Split ist ein deutscher Kriminalfilm von Michael Kreindl aus dem Jahr 2016. Es handelt sich um den Pilotfilm zur ARD-Kriminalfilmreihe Der Kroatien-Krimi mit Neda Rahmanian und Lenn Kudrjawizki in den Hauptrollen. Die Erstausstrahlung erfolgte am 15. September 2016 im Rahmen des Donnerstags-Krimis zur Hauptsendezeit auf Das Erste.

## Handlung
Kommissarin Branka Marić und Kommissar Emil Perica müssen in ihrem ersten gemeinsamen Fall den Mord an den ehemaligen Kampftruppen-Offizier Ante Remić, der den Beinamen „Der Teufel von Split“ bekommen hat, aufklären. Zunächst gehen Marić und Perica von Raubmord aus. Als aber wenig später Kriegsandenken aus der Wohnung des Opfers entwendet werden und ein weiteres Mitglied von Remićs Kampfeinheit getötet wird, bekommen die Ermittlungen neue Ansätze. Für Kommissarin Marić ist ihr erster Fall gleichzeitig auch ein sehr persönlicher, denn ihr vermisster Bruder gehörte ebenfalls zu der Kampfeinheit von Offizier Ante Remić.

## Produktionsnotizen
Die Dreharbeiten für Der Teufel von Split erstreckten sich unter dem Arbeitstitel Branka Maric – Der Teufel von Split zeitgleich mit der nachfolgenden Episode Tod einer Legende vom 15. September 2015 bis zum 15. November 2015 und fanden in der Hafenstadt Split und weiteren Schauplätzen in Kroatien statt.